# Борогонцы
Борого́нцы (якут. Бороҕон) — село, административный центр Усть-Алданского улуса Якутии.
Центр сельского поселения «Мюрюнский наслег».

## Название
По одной из версий название происходит от имени племени борджигин, монгольского происхождения.

## География
Расположено в 127 км к северу-востоку от Якутска.
Село находится в крупнейшем в мире аласе Мюрю.

## История
Как постоянное место улусного центра алас Мюрю (местность Томтор) был определён в 1805 году. В этот период здесь возвели улусную управу, православную церковь, школу, а также жилые и хозяйственные постройки. В 30-е годы XX столетия разрастающееся село спустилось с горы и начало выстраиваться в долине озера. К 1936 году были построены современные и просторные по требованиям того времени школа, больница, кинотеатр, клуб. Из построек довоенного села сохранилось до наших дней лишь здание больницы (в западной части села). Клуб с богатейшей библиотекой с редчайшими изданиями, а также с располагавшимся в здании краеведческим музеем сгорел в 80-е годы XX века. Уникальное здание сельского кинотеатра было снесено при постройке первого многоэтажного каменного благоустроенного дома в 90-е годы. Здание Мюрюнской средней школы № 1, построенное под руководством героя гражданской войны Г. В. Егорова, вопреки мнению общественности улуса также было снесено.

## Население
| 1939  | 1959  | 1970  | 1979  | 1989  | 2002  | 2010  |
| ----- | ----- | ----- | ----- | ----- | ----- | ----- |
| 1110  | ↗2286 | ↗3621 | ↗4268 | ↗4847 | ↗5458 | ↘5222 |
| 2021  |       |       |       |       |       |       |
| ↗6416 |       |       |       |       |       |       |

## Образование и культура
В селе две средние, две начальные, музыкальная, спортивная школы, гимназия.
Борогонский краеведческий музей.
Мюрюнская средняя школа № 1 имени Г. В. Егорова, основанная в 1872 году, является одним из старейших учебных заведений Якутии.
Мюрюнская юношеская гимназия «Уолан» имени В. В. Алексеева относится к сети президентских школ Республики Саха (Якутия).
Лауреат международных, всесоюзных, всероссийских фестивалей и смотров, образцовый коллектив России, народный ансамбль «Кэнчээри», основанный в 1972 году бессменным руководителем коллектива Василием Степановичем Парниковым, заслуженным работником культуры РФ и РС(Я), в декабре 2007 года впервые в истории во время богослужения в честь 375-летия вхождения Якутии в состав Российского государства в Храме Христа Спасителя исполнил литургические произведения, посвящённые 210-летию Святителя Иннокентия, на якутском языке. Выступление стало одним из ярчайших моментов Дней Республики Саха (Якутия) в Москве.
Из села Борогонцы вышел член-корреспондент Российской академии художеств, народный художник Якутии, живописец Васильев Артур Дмитриевич (род. 1953 г.).
Работает телестудия «Борогон ТВ». Выпускается газета «Мүрү саһарҕата».
На всю республику славится футбольная команда «Мюрю».

## Инфраструктура
- До начала 90-х годов XX века жители села Борогонцы по праву гордились своим Парком культуры и отдыха, не уступавшим своими постройками даже столичному парку. Популярностью у сельчан и молодёжи пользовались летний кинотеатр, танцевальная площадка, тир, многочисленные киоски и летние кафе. Особым очарованием обладала входная арка парка. К сегодняшнему дню о былой красоте свидетельствуют лишь все ещё сохраняющиеся берёзовые аллеи.
- Особой достопримечательностью села является Борогонский ипподром. Он располагается в круглом острове озера Мюрю и соединён с селом насыпной дамбой. Впоследствии ипподром стал исполнять и функции стадиона. В 2009 году для проведения республиканского Ысыаха Олонхо в центре ипподрома сельскими умельцами было водружено Древо Аал-Луук Мас, ставшее предметом подражания в других улусах, где проводятся ысыахи олонхо. На этом острове-ипподроме в 1996 году были проведены спортивные Игры олонхо. Усть-алданцы впервые в истории республики организовали зрелищное театрализованное открытие игр с участием больших масс людей, групп всадников и т. п.
- До 90-х годов XX столетия достопримечательностью села была сооружённая в 1971 году телевышка высотой в 109 м. Она являлась третьим по высоте сооружением в республике после телебашни города Якутска и намской телевышки. С развитием спутниковых технологий телевышка была демонтирована.
- Многие туристы бывают поражены, побывав в ледниках (булуус), сохраняющих зимнюю стужу в июльский зной. Огромный булуус высотой и шириной с арочный гараж, с коридорами-ответвлениями и вагонетками на рельсах был сооружён директором Борогонского мясомолкомбината Василием Михайловичем Бурцевым (впоследствии в течение ряда лет избирался главой Мюрюнского наслега).
- Село состоит из микрорайонов: Аргаа, Орто, Илин, Мындааба, Радиотумул, Ветучасток, Томтор (всего 7350 жителей). Расположенные в аласе Мюрю села Майагас (650 жителей), Чаранг с микрорайоном Носовка (700 жителей) по сути стали продолжением улусного центра (всего ок. 9 тыс. жителей). Четыре километра центральной улицы асфальтировано.